# Glükózamin
A glükózamin (C6H13NO5) nitrogéntartalmú szénhidrátok csoportjába tartozó aminocukor. Jelentős prekurzor (előanyag) a glikozilált fehérjék és lipidek bioszintézise során. Az egyik legnagyobb mennyiségben rendelkezésre álló monoszacharid a természetben; előfordul baktériumokban, gombákban, növényekben, gerinctelenekben és gerincesekben. Része a kitozán és a kitin szerkezetének is. A glükózamin a glükózból (szőlőcukor) vezethető le a hidroxilcsoport aminocsoporttal való helyettesítésével. Nagyobb mennyiségben kagyló- és rákfélék vázának hidrolízisével állítják elő. A glükózamin az adott országtól függően több néven is ismert.
Bár elterjedt étrendkiegészítőnek számít, egyelőre kevés bizonyíték áll rendelkezésre, hogy hatásos lenne az ízületi gyulladással vagy a porckopással szemben.

## Története
Először Georg Ledderhose állított elő glükózamint 1876-ban, tömény sósavval hidrolizált kitinből. Az anyag sztereokémiája nem lett megállapítva egészen Walter Haworth 1939-es munkásságáig.

## Alkalmazása orvosi célra
Szájon át alkalmazható glükózaminhoz Magyarországon vény nélküli szerként lehet hozzájutni. A glükózamint tartalmazó étrendkiegészítők gyártói általában az ízületek funkcióját és szerkezetét javító, illetve sérüléseinek gyógyulását elősegítő szerként hivatkoznak rá, mellyel leginkább a porckopásban szenvedőket célozzák meg. A forgalomba hozott termékekben a glükózamin különböző vegyületek formájában van jelen, pl. glükózamin-szulfát, glükózamin-kondroitin, glükózamin-hidroklorid, N-acetilglükózamin. Ezen formák közül csak a glükózamin-szulfátot sorolták a „valószínűleg hatásos” kategóriába a porckopások kezelése során. Gyakran előfordul, hogy a glükózamint tartalmazó készítményekben más, porcerősítéssel szintén kapcsolatba hozott anyagokat is felhasználnak, pl. kondroitin-szulfát és metilszulfonilmetán.
A glükózamint általában nem írják fel a térdben előforduló porckopás kezelésére, mivel kevés bizonyíték van arra nézvést, hogy hatásos lenne.
A glükózamin hatásait vizsgáló klinikai tesztek közül néhányban az ízületi fájdalmak és merevség enyhüléséről számolnak be, azonban a jobb minőségű kutatások nem állapítanak meg javulást a placebohatáson felül.
2015-ig bezárólag nem találtak bizonyítékot arra, hogy a sportot űzők körében a glükózamin fogyasztása megelőzné a porckopást, vagy csökkentené a sérülésből adódó porckárosodást. Egy véletlenszerű, placebo-kontrollált kísérletben a glükózamin szedése nem volt hatással az elülső keresztszalag rekonstrukción átesett atléták rehabilitációjára.

## Biokémiája
A természetben a glükózamin megtalálható a kagyló- és rákfélék páncéljában, gombákban, valamint állati csontban és csontvelőben. A D-glükózamint az élő szervezetek glükózamin-6-foszfát formájában állítják elő, amely minden nitrogéntartalmú szénhidrát biokémiai előanyagaként szolgál. Az emberi szervezet a glükózamin-6-foszfátot a glutamin–fruktóz-6-foszfát-transzamináz enzim segítségével állítja elő fruktóz-6-foszfátból és glutaminból; ez a hexózamin bioszintézisének első állomása. A hexózamin-útvonal végterméke az uridin-difoszfát-N-acetilglükózamin (UDP-GlcNAc), amelyet aztán glükózaminoglikánok, proteoglikánok és glikolipidek előállításához használ fel a szervezet.
Mivel a glükózamin-6-foszfát létrejötte az első lépés ezen termékek szintéziséhez, ezért a glükózamin fontos lehet az előállításuk szabályzásában. Azonban a hexózamin-útvonal pontos regulációjának módja egyelőre tisztázatlan, ahogy az is, hogy ez mennyire játszik szerepet az embernél előforduló betegségek lefolyásában.

## Káros hatások
Egy 3 éven át végzett klinikai tanulmány azt mutatta, hogy 1500 mg/nap dózisú glükózamin szedése nem ártalmas az egészségre.
A glükózamin – kondroitinnal vagy anélkül – megemeli az INR értékét azoknál az egyéneknél, akik warfarint tartalmazó vérhigítót szednek. Rákban szenvedőknél akadályozhatja a kemoterápia hatásosságát.
A káros hatások között szerepelhet a gyomorpanasz, székrekedés, hasmenés, fejfájás, valamint kiütések megjelenése.
Beszámoltak olyan esetekről, ahol krónikus májbetegségben szenvedőknek romlott az állapota glükózamin szedése mellett.
Mivel a glükózamint általában a kagyló- és rákfélék vázából nyerik, szedése veszélyes lehet az ilyen ételekre allergiások körében. Alternatívát jelenthetnek az ezektől eltérő forrásból nyert glükózamint tartalmazó készítmények.
Egy másik felmerült probléma, hogy a túl sok glükózamin hozzájárulhat a diabétesz kialakulásához, mivel gátolhatja a hexózamin bioszintézis útvonal normál szabályozását, ám erre több kutatás közül egyik sem talált bizonyítékot. Sovány és túlsúlyos alanyokkal végzett kutatások megállapították, hogy a szájon át alkalmazott, normál dózisú glükózamin nem volt hatással az inzulinrezisztenciára.

## Előállítása
A glükózamint általában kagylófélék és rákfélék vázából származó kitinből állítják elő. Hogy a vegetáriánusok, illetve allergiások igényeit is kielégítsék, a gyártók olyan termékekkel is előálltak, melyekben a glükózamint gombából (Aspergillus niger) és erjesztett kukoricából állítják elő.

## Fordítás
Ez a szócikk részben vagy egészben  a   Glucosamine című angol Wikipédia-szócikk ezen változatának fordításán alapul.  Az eredeti cikk szerkesztőit annak laptörténete sorolja fel. Ez a jelzés csupán a megfogalmazás eredetét és a szerzői jogokat jelzi, nem szolgál a cikkben szereplő információk forrásmegjelöléseként.